# Termes d'Agripa
Les Termes d'Agripa (en llatí Thermae Agrippae, en italià Terme di Agrippa) van ser unes termes de l'antiga Roma construïdes per Marc Vipsani Agripa el segle i aC.
Van ser el primer dels grans edificis termals construïts a Roma. Originàriament no eren pròpiament unes termes, sinó més aviat una sauna. No obstant això, amb la finalització de l'Aqua Virgo, l'aqüeducte acabat per Agripa l'any 19 aC, els banys es van proveir d'aigua de forma regular i es van convertir en unes termes pròpiament dites, amb una gran piscina ornamental i una rica decoració interior. L'any 80 dC, les termes es van veure afectades per un gran incendi, però van ser restaurades i ampliades. En temps de l'emperador Hadrià s'hi van dur a terme diverses reformes internes.
Sembla que a partir del segle vii es van utilitzar les termes com a pedrera de materials constructius; tot i això, una gran part de l'estructura es mantenia encara dreta al segle xvi, com ho reflecteixen els gravats de Baldassare Peruzzi i Andrea Palladio, entre d'altres. Avui en dia l'àrea de les antigues termes es troba altament urbanitzada i les restes que se'n conserven són molt escasses.